# Hechthausen

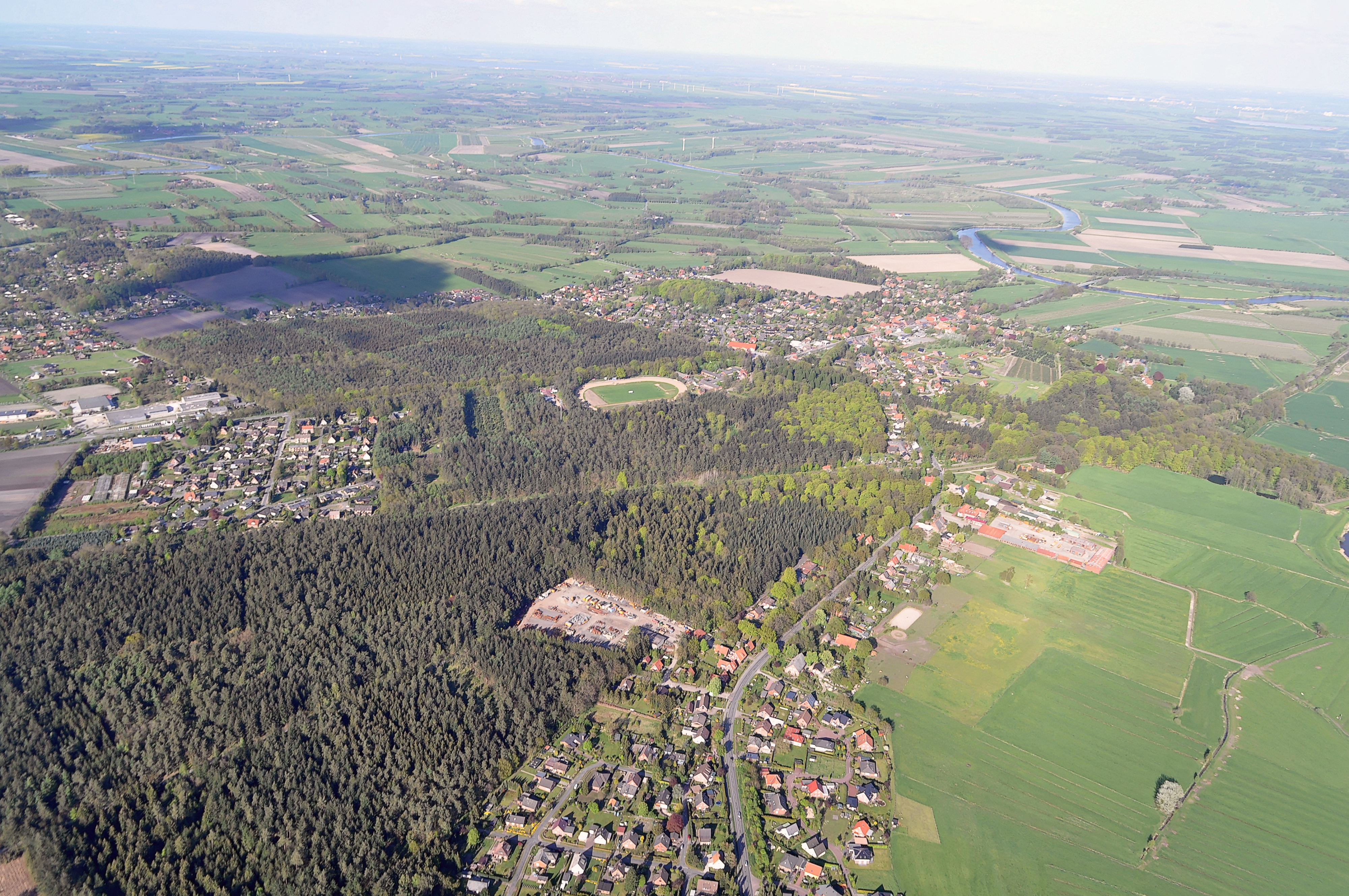
Luftbild (Mai 2012)

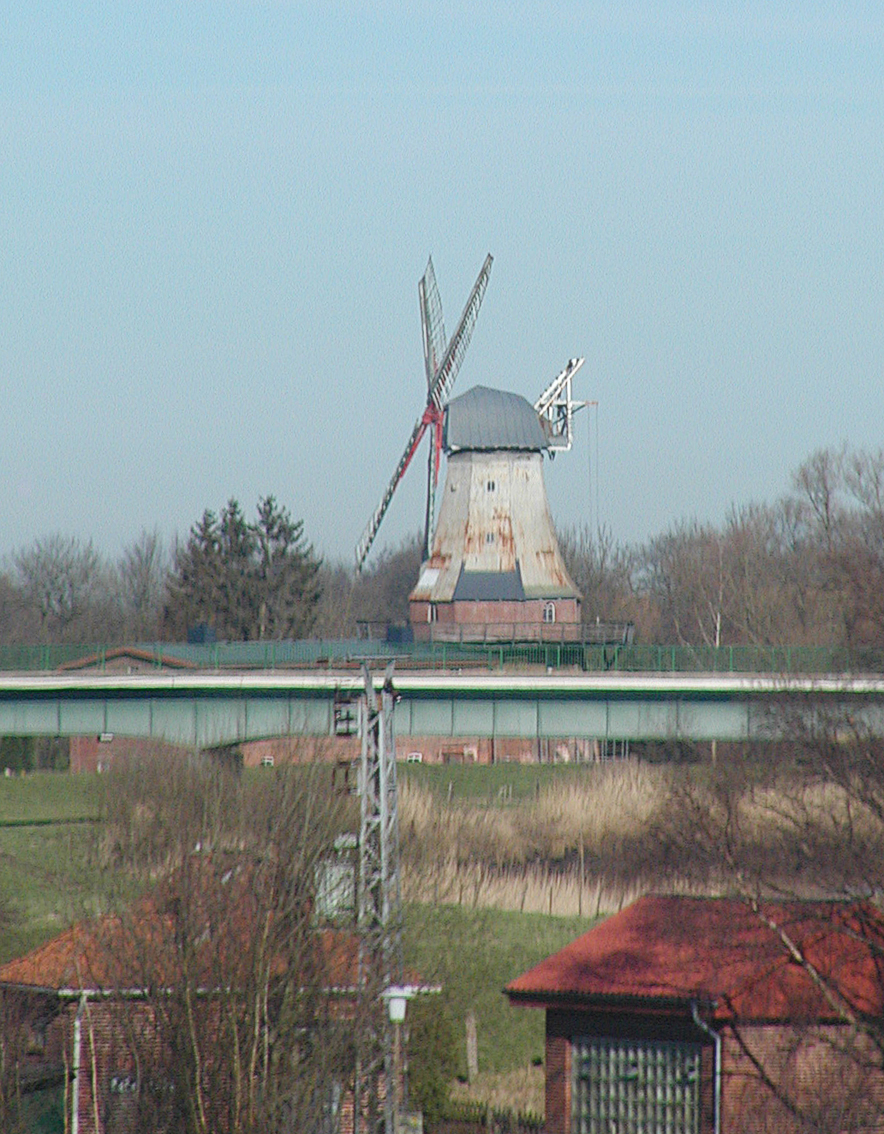
Die Mühle in Hechthausen

Hechthausen (niederdeutsch Heckthusen), auch genannt „das Tor zum Cuxland“, ist eine Gemeinde im Osten des niedersächsischen Landkreises Cuxhaven. Sie gehört zur Samtgemeinde Hemmoor.

## Geografie

### Lage
Hechthausen wird im Norden, Osten und Süden vom Flusslauf der Oste begrenzt, die hier von der Niederelbebahn Cuxhaven–Stade–Hamburg und der fast parallel dazu verlaufenden Bundesstraße 73 gekreuzt wird.

### Gemeindegliederung
Die heutige Gemeinde wurde aus den folgenden sechs Mitgliedsgemeinden der ehemaligen Samtgemeinde An der Oste gebildet:
- Bornberg
- Hechthausen (Kernort)
- Kleinwörden
- Klint
- Laumühlen
- Wisch

### Nachbargemeinden
| Hemmoor  | Großenwörden (Landkreis Stade)              | Engelschoff (Landkreis Stade)   |
| Lamstedt | Kompassrose, die auf Nachbargemeinden zeigt | Himmelpforten (Landkreis Stade) |
|          | Kranenburg (Landkreis Stade)                | Burweg (Landkreis Stade)        |

## Geschichte
Hechthausen, beziehungsweise die hier damals begüterte Adelsfamilie de Hekethusen, wurde im Jahre 1233 als „Hekethusen“ zum ersten Mal urkundlich erwähnt. Zweifelsohne ist der Ort doch erheblich älter, obwohl keine Aufzeichnungen darüber zu finden sind.
Die heutige Gemeinde umfasst nicht nur den gleichnamigen Ort, sondern auch die ehemals selbständigen Dörfer Bornberg (erstmals erwähnt um 1680), Klint (1342), Kleinwörden (1346), Laumühlen (um 1560), Wisch (1420). In dieser Aufzählung fehlt ein Dorfname, der leider völlig verschwunden ist, obwohl er in vielen mittelalterlichen Dokumenten zu finden ist: „Borchholte“. Dieses Dorf mag etwa die heutigen Ortsteile Klint und Laumühlen umfasst haben. Dieser Ort im Kirchspiel Hechthausen, nach dem sich die Adelsfamilie de Borchholte nannte, wird bereits im Jahre 1059 als „Burcholt“ in einer Urkunde des Erzbischofs Adalbert von Bremen erwähnt.
Im Hochmittelalter zogen die de Hekethusen in die Nähe der Stadt Belgard. Dort gründeten sie das Vorwerk Hechthausen (polnisch Ocwieka), welches noch heute ein Teil der Ortschaft Zarnefanz, einem Dorf im Powiat Białogardzki der Woiwodschaft Westpommern in Polen ist.
Im hiesigen Hechthausen trat wohl zunächst die Familie von Brobergen die Besitznachfolge der de Hekethusen, später jedoch (ca. 1400) die aus Horneburg stammende Familie Marschalck von Bachtenbrock an. Dieser hier heute noch ansässigen Familie gelang es schnell, sich ein kleines geschlossenes Herrschaftsgebiet, das Patrimonialgericht Hechthausen, einzurichten. Dazu gehörte auch die jenseits der Oste (größter Nebenfluss der Elbe) gelegene Ortschaft Kranenburg. Als Patrone der Marien-Kirche zu Hechthausen übten sie zugleich auch die Aufsicht über die hiesigen Geistlichen aus. Sie waren auch an der Berufung des ersten lutherischen Geistlichen Andreas Gusters (ca. 1550) maßgeblich beteiligt. Obwohl die Machtbefugnisse der Familie Marschalck von Bachtenbrock durch die Landesherren immer weiter eingeschränkt wurden, blieb die Oberhoheit über das Gericht Hechthausen bis zu dessen Aufhebung im Jahre 1850 nominell bestehen. Die Ortschaften des Gerichts wurden danach zunächst dem Amt Himmelpforten, dann 1859 – mit Ausnahme von Kranenburg – dem Amt Osten zugeschlagen. 1845/48 wurde die Galerieholländer-Windmühle Caroline gebaut, heute  ein Wahrzeichen des Ortes.
1866 wurde das Königreich Hannover von Preußen annektiert und damit zu einer preußischen Provinz. Im Zuge der preußischen Kreisreform entstand 1885 aus dem Amt Osten – u. a. mit den Orten Bornberg, Hechthausen, Kleinwörden, Klint, Laumühlen und Wisch – und dem Amt Neuhaus der Kreis Neuhaus (Oste). 1932 wurde dieser Kreis mit dem damaligen Kreis Hadeln zum Landkreis Land Hadeln mit Kreissitz in Otterndorf vereinigt.
Nach dem Zusammenbruch des Deutschen Reiches übergaben die Reste der deutschen Wehrmacht (Korps Ems) Hechthausen am 5. Mai 1945 den Truppen der britischen Garde-Panzerdivision (siehe Gedenkstein am Ortseingang).

### Eingemeindungen
Am 1. Juli 1972 wurden die Gemeinden Bornberg, Kleinwörden, Klint, Laumühlen und Wisch eingegliedert. Diese Gemeinden gehörten zusammen mit Hechthausen seit 1962 zur Samtgemeinde an der Oste. Die neue Gemeinde Hechthausen gehört seit 1972 zur Samtgemeinde Hemmoor.

### Einwohnerentwicklung
| Jahr | Einwohner | Quelle |
| ---- | --------- | ------ |
| 1824 | 000–0 ¹   | [ 3 ]  |
| 1848 | 00504 ²   | [ 4 ]  |
| 1910 | 0677      | [ 5 ]  |
| 1927 | 0599      | [ 6 ]  |
| 1933 | 0681      | [ 6 ]  |
| 1939 | 0899      | [ 6 ]  |
| 1950 | 1304      | [ 7 ]  |
| 1973 | 2873      | [ 8 ]  |
| 1975 | 03163 ³   | [ 9 ]  |
| 1987 | 03407 ³   | [ 10 ] |
| 1992 | 03413 ³   | [ 10 ] |
| 1997 | 03494 ³   | [ 10 ] |

| Jahr | Einwohner | Quelle |
| ---- | --------- | ------ |
| 2000 | 3538 ³    | [ 11 ] |
| 2002 | 3583 ³    | [ 10 ] |
| 2007 | 3506 ³    | [ 10 ] |
| 2010 | 3447 ³    | [ 10 ] |
| 2015 | 3500 ³    | [ 12 ] |
| 2018 | 3425 ³    | [ 10 ] |

¹ 89 Feuerstellen

² in 95 Häusern (mit den zwei Gütern Hutloh und Ovelgönne)

³ jeweils zum 31. Dezember

## Politik

### Gemeinderat
Der Rat der Gemeinde Hechthausen besteht aus 15 Ratsfrauen und Ratsherren. Dies ist die festgelegte Anzahl für die Mitgliedsgemeinde einer Samtgemeinde mit einer Einwohnerzahl zwischen 3.001 und 5.000 Einwohnern. Die Ratsmitglieder werden durch eine Kommunalwahl für jeweils fünf Jahre gewählt. Die aktuelle Amtszeit begann am 1. November 2021 und endet am 31. Oktober 2026.
Stimmberechtigt im Rat ist außerdem der Bürgermeister.
Die letzte Kommunalwahl 2021 ergab das folgende Ergebnis:
| Partei       | Anteilige Stimmen | Anzahl Sitze |
| ------------ | ----------------- | ------------ |
| SPD          | 59,34 %           | 9            |
| CDU          | 21,55 %           | 3            |
| Wir für Euch | 09,99 %           | 2            |
| Grüne        | 05,16 %           | 1            |

Die Wahlbeteiligung bei der Kommunalwahl 2021 lag bei 63,51 %

### Bürgermeister
Der Gemeinderat wählte das Gemeinderatsmitglied Erwin Jark (SPD) zum ehrenamtlichen Bürgermeister für die aktuelle Wahlperiode. Seine Stellvertreter sind Angela Czesinski (SPD) und Hans-Georg Grell (SPD).

### Wappen

#### Gemeindewappen
Der Entwurf des Kommunalwappens von Hechthausen stammt von dem Heraldiker und Wappenmaler Albert de Badrihaye, der zahlreiche Wappen im Landkreis Cuxhaven erschaffen hat.
| Wappen von Hechthausen | Blasonierung: „Geteilt; oben: in Blau ein schräggestellter silberner Hecht, geflügelt und mit goldener Krone; unten: in Silber drei aufsteigende blaue Spitzen.“ |
| Wappen von Hechthausen | Wappenbegründung: Der obere Teil ist dem Wappen des Ministerialengeschlechts von Hechthausen entlehnt, das hier seit dem 13. Jahrhundert ansässig war. Der untere Teil ist dem Wappen des Adelsgeschlechts Marschalck von Bachtenbrock nachgebildet. Dieses Geschlecht hatte bis 1850 hier das Patrimonialgericht inne, das das ganze Kirchspiel Hechthausen umfasste. |

#### Wappen der Ortsteile

Bornberg (Details)
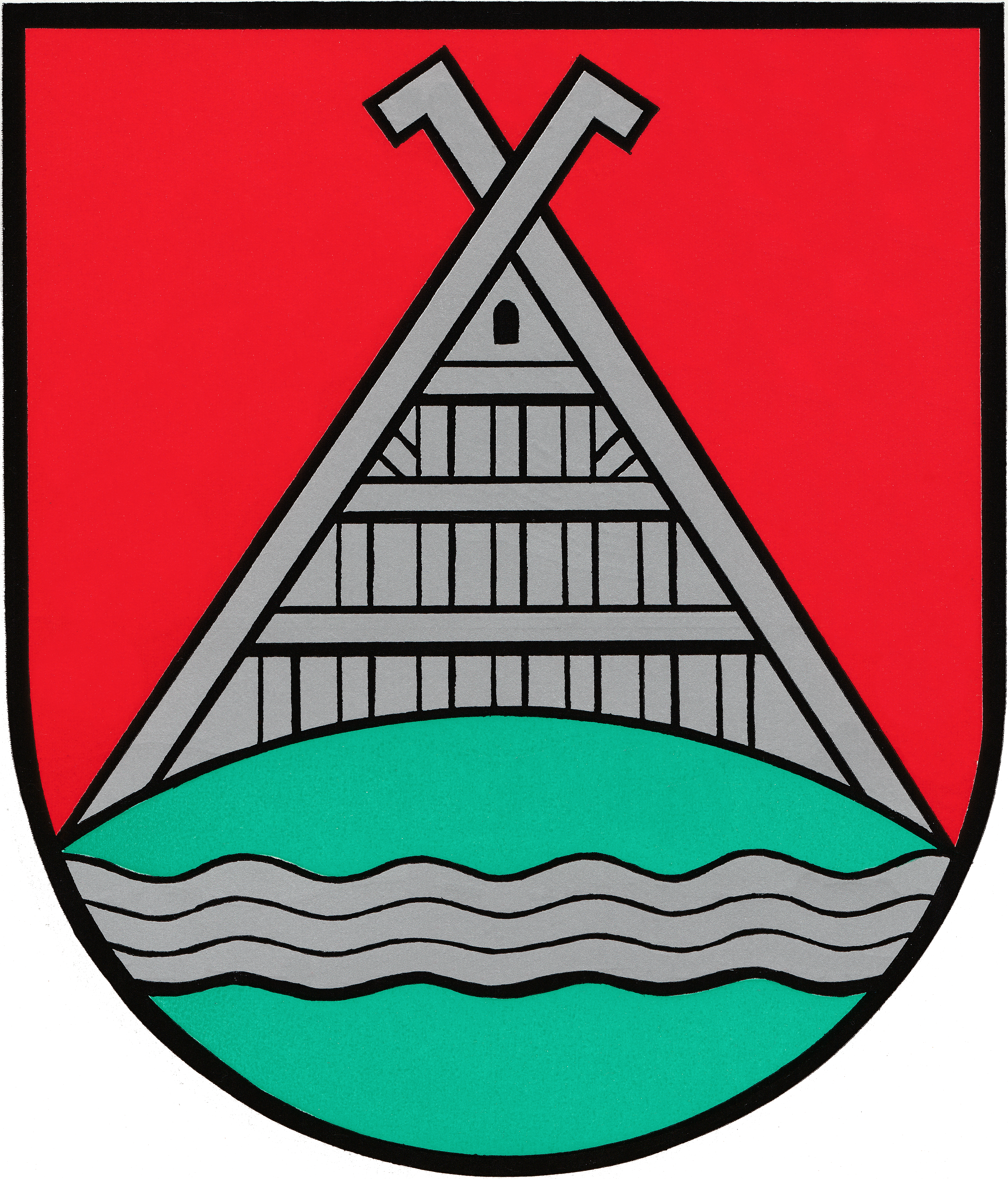
Kleinwörden (Details)
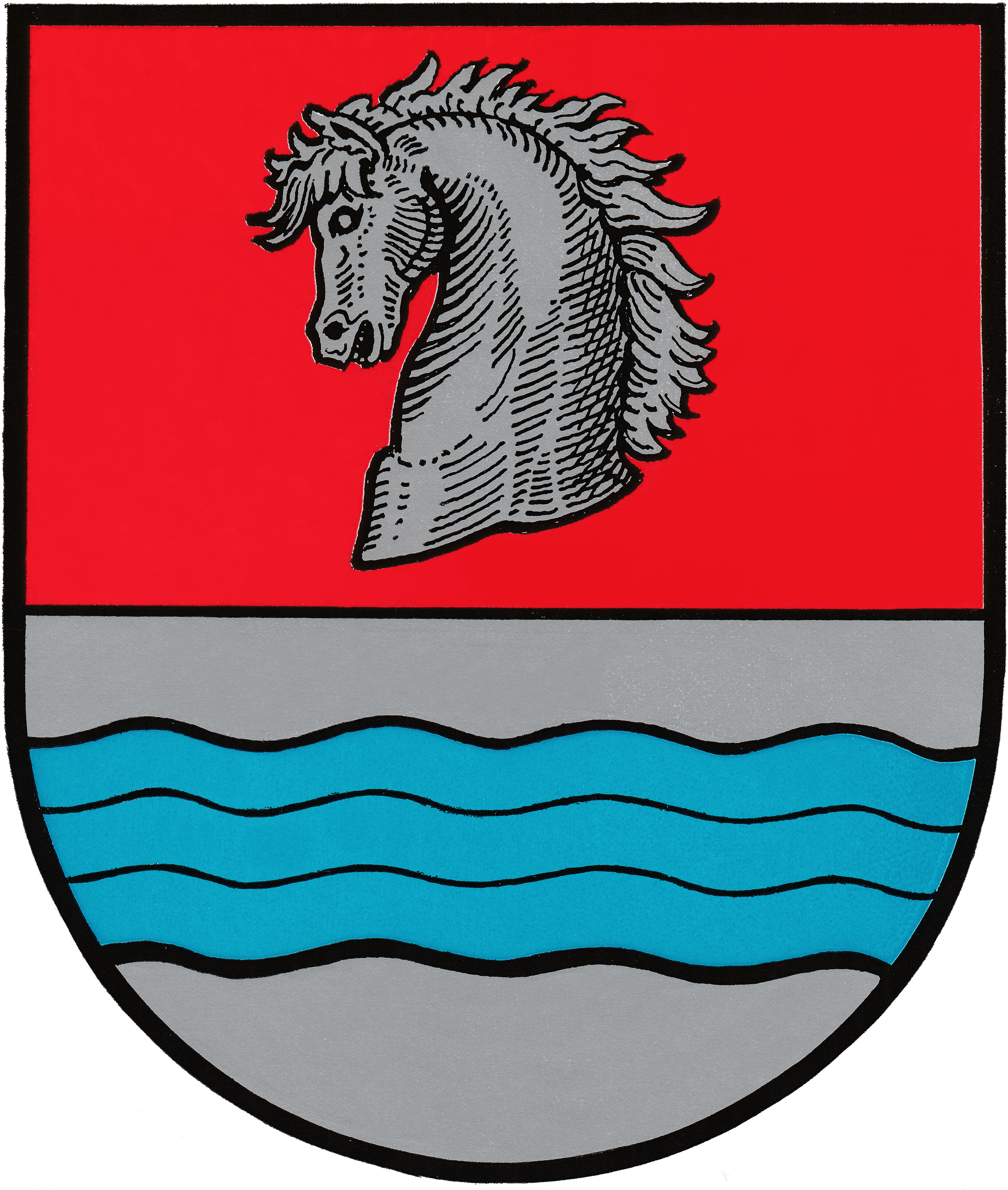
Klint (Details)
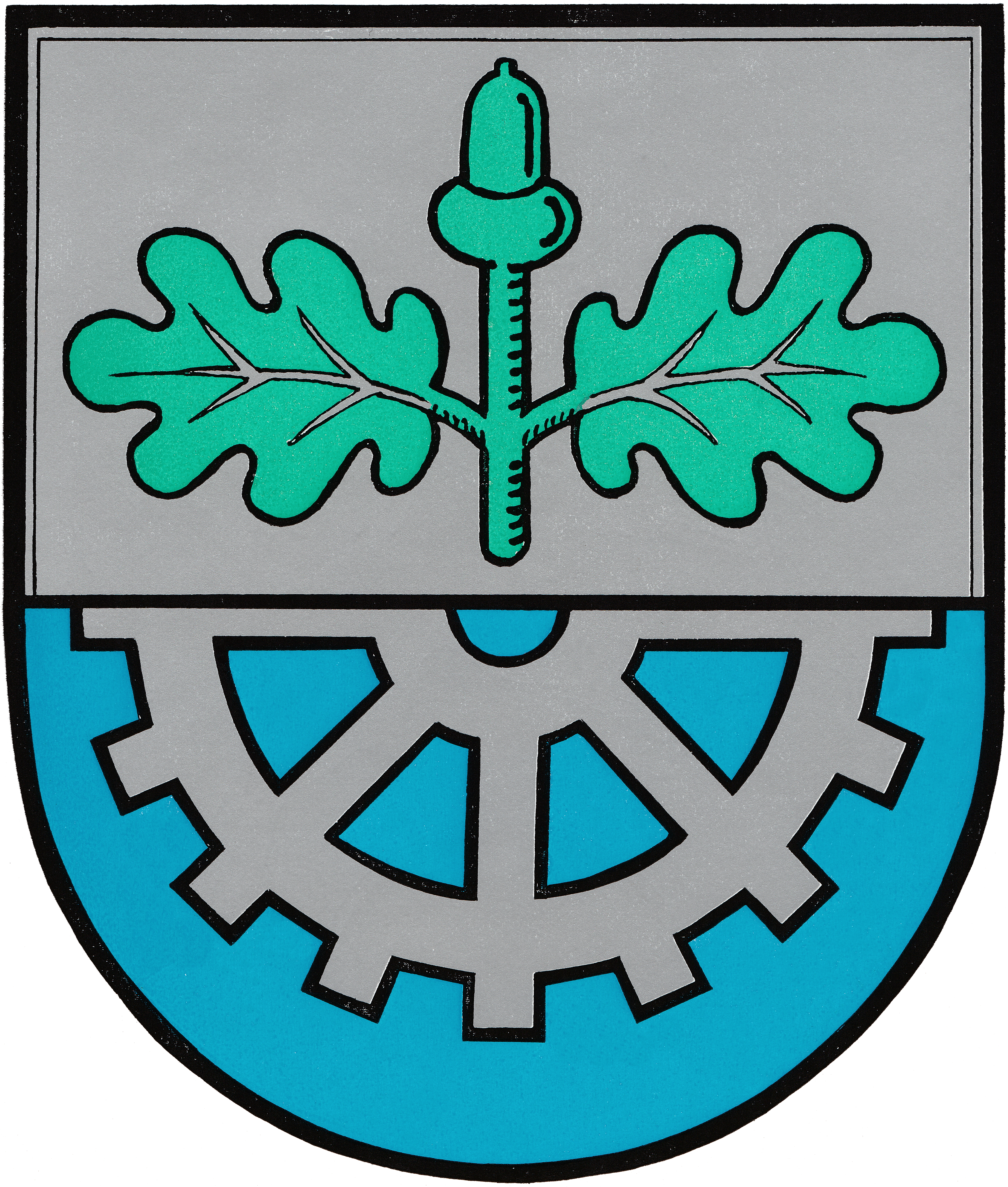
Laumühlen (Details)
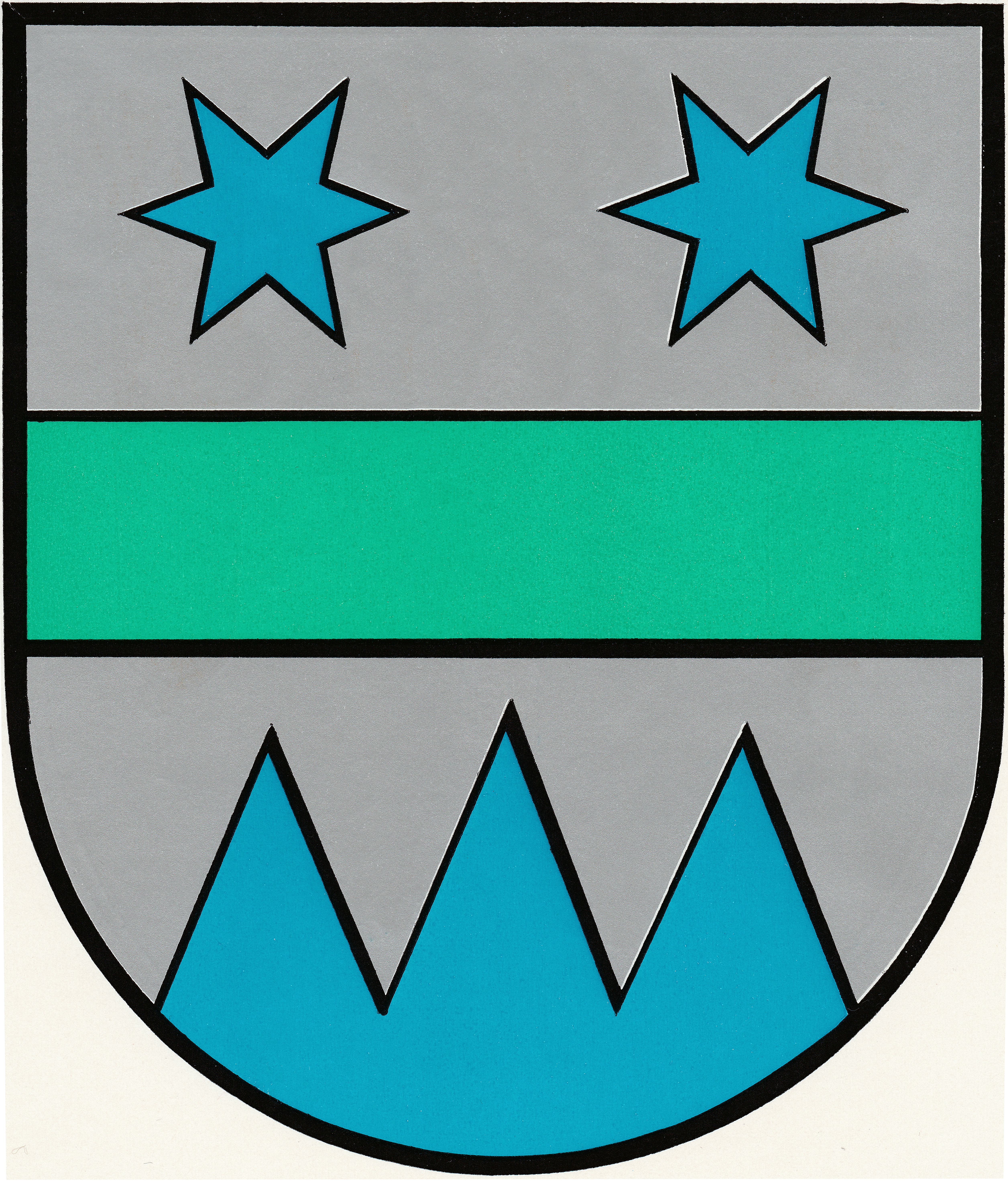
Wisch (Details)

### Flagge
|  | 00Hissflagge: „Die Flagge ist weiß-blau geteilt mit dem aufgelegten Wappen in der Mitte.“ |

### Gemeindepartnerschaften
- Bobritzsch-Hilbersdorf, in Sachsen nahe der Landeshauptstadt Dresden

Die Gemeinde Hechthausen und die Gemeinde Bobritzsch-Hilbersdorf (als Rechtsnachfolgerin der vormaligen Gemeinde Hilbersdorf) unterhalten eine innerdeutsche Gemeindepartnerschaft, die am 2. August 1991 im Rahmen der 825-Jahr-Feier in Hilbersdorf mit Unterzeichnung der Partnerschaftsurkunde begründet wurde.
Dieser kommunalen Partnerschaft war eine langjährige Partnerschaft der ev.-luth. Kirchengemeinde Hechthausen mit der dortigen Kirchengemeinde vorausgegangen. Nach der Wiedervereinigung fanden auf dieser Basis dann die politischen Gemeinden zueinander. Regelmäßige Treffen auf kommunaler Ebene sowie zwischen den Freiwilligen Feuerwehren und den Bürgerinnen und Bürgern beider Gemeinden haben die Verbindungen zwischen Hechthausen und Hilbersdorf gefestigt, sodass im Oktober 2006 das 15-jährige Bestehen der Partnerschaft mit einer Festveranstaltung in Hilbersdorf gefeiert wurde.

## Kultur und Sehenswürdigkeiten

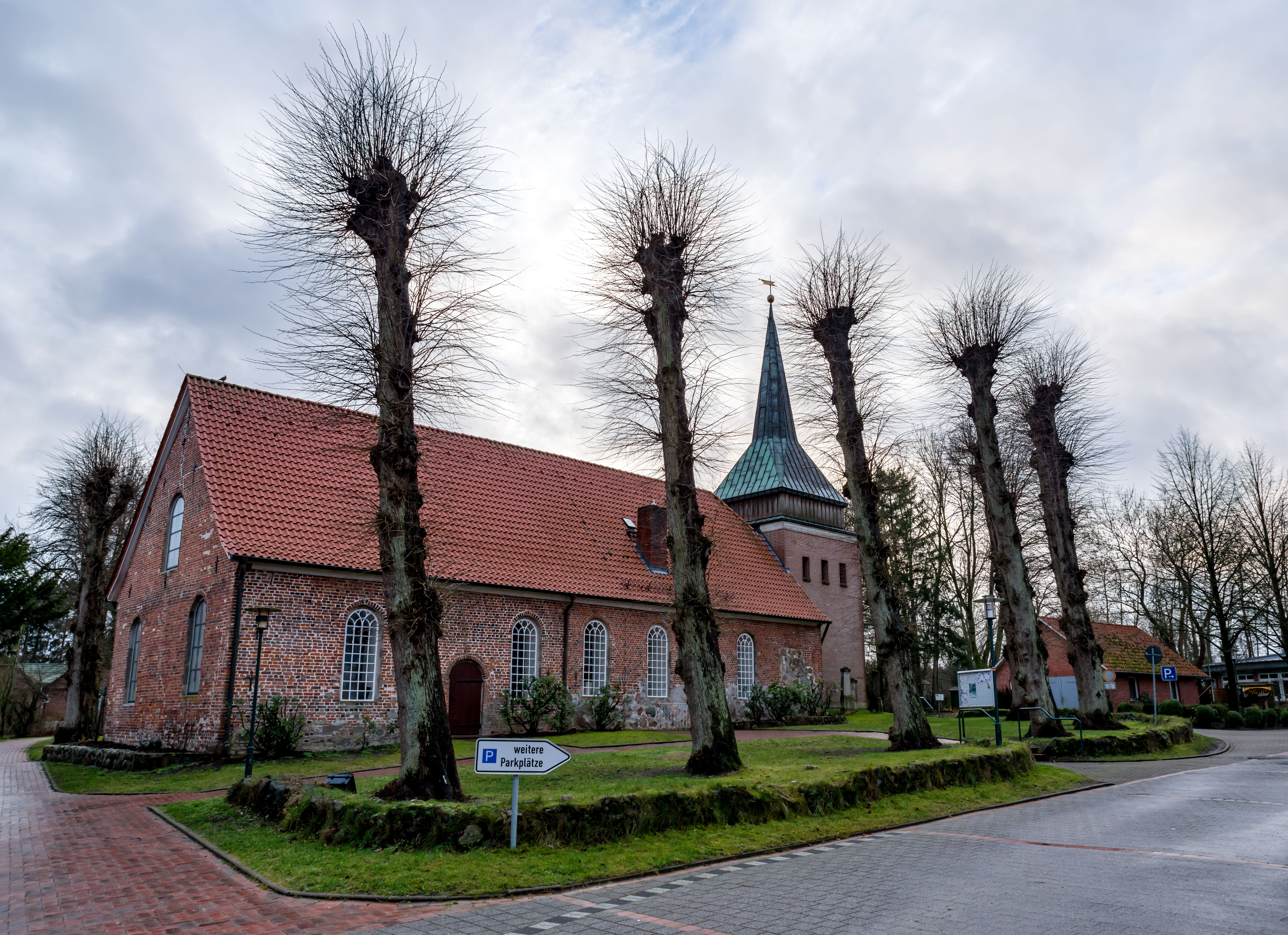
St. Marien-Kirche von 1633, Turm
von 1971

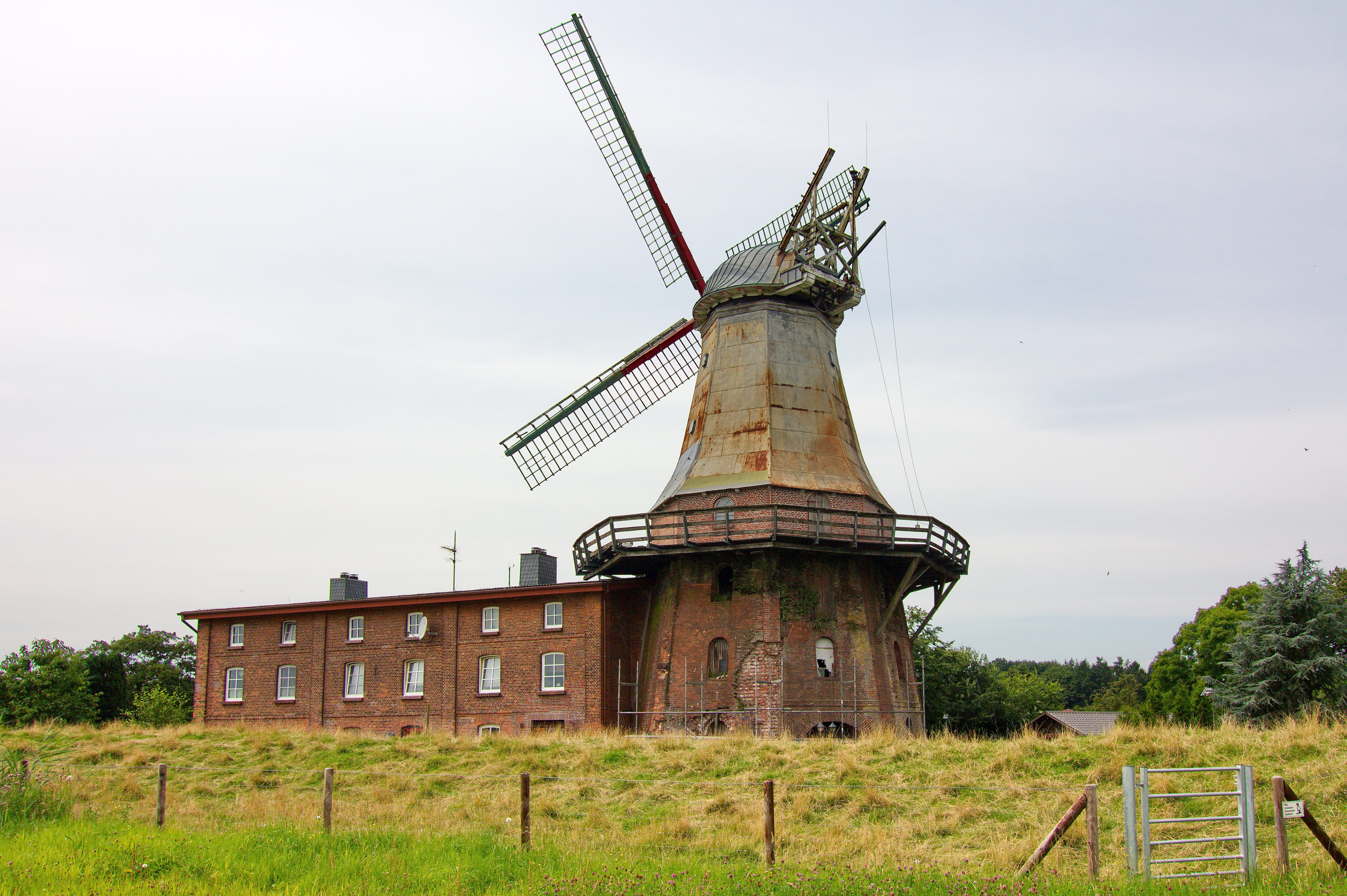
Galerieholländer Caroline

### Baudenkmale
- Ev.-luth. Saalkirche St. Marien von um 1500 in Backstein, wurde erstmals 1384 erwähnt, mit alten Findlingen in der Außenmauer; spätere Baumaßnahmen von 1633 und 1669; Westturm von 1971, 23 m hoch ersetzte den 1701 erwähnten Holzturm; Innen: Altar 1637, Pfarrstuhl 1640, Taufstein 1642, Kanzel 1635,  Kronleuchter 1700, zwei Epitaphen 1687/88 und 1696
- Rittergut Hutloh mit Herrenhaus von 1806, Park, Mauer und Nebengebäuden
- Wohnhaus Hutloher Straße 2 von 1810 in Fachwerk und Backstein
- Wohn- und Wirtschaftsgebäude Alte Fährstraße 11 von 1825 in Fachwerk
- Galerieholländer Caroline-Windmühle Caroline an der Oste von 1845/48; ersetzte eine ältere, baufällige Bockwindmühle; bis in die 1960er Jahre, zuletzt mit Unterstützung durch einen Elektromotor, betrieben
- Gutshof Ovelgönne von 1860; nördlich des Ortskerns liegt das Rittergut, das 1598 erstmals erwähnt wurde
- Hofanlage Kajedeich 2 von 1861 als Zweiständer-Hallenhaus in  Fachwerk
- Hofanlage Alte Fährstraße 8 von um 1867 in Fachwerk, heute (2024) Gästehaus Mühlenhof
- Wohn- und Wirtschaftsgebäude Kleinwördener Straße 1 (19. Jh.) in Fachwerk

Weitere Bauwerke ohne Denkmalschutz:
- 1959 wurde das ehemalige Feuerwehrhaus an der Wischer Straße umgebaut und durch den Bischof Heinrich Maria Janssen aus Hildesheim als römisch-katholische St.-Nikolaus-Kapelle geweiht. Das Gebäude trägt seitdem den Namen des Schutzheiligen des Hadelner Landes. Pfarrlich gehört die Kapelle heute zur Heilig-Geist-Gemeinde mit Sitz in Stade.
- Gerichtsstube gegenüber dem Stelling’schen Haus im Wohn- und Amtsgebäude des „Richters“ des Patrimonialgerichts Hechthausen, ein Unterbeamter des Gerichts, dem lediglich die Wahrnehmung polizeilicher Aufgaben oblag. Später war hier eine Gastwirtschaft, dann eine Schlachterei und heute ist hier ein Wohnhaus.

### Weitere Sehenswürdigkeiten
- Telegrafenberg, als höchste Erhebung mit 44 Metern über NN, auf dem 1837 Hamburger Großkaufleute einen Telegrafen errichten ließen, um Schiffsmeldungen von Cuxhaven bis nach Hamburg zur Hauptpost weiterzuleiten.
- Schiffsstelle Laumühlen mit Gaststätte und Blick auf die Oste
- Douglasien, 1 Meter stark und 30 Meter hoch, im Hutloher Park und an Wegen im Klinter Wald
- Galgenberg, Anhöhe Am Koppelberg: Hier  stand bis zum Ende des 18. Jahrhunderts  sichtbar am alten Postweg eine der beiden Richtstätten des Patrimonialgerichts Hechthausen.

## Wirtschaft und Infrastruktur

### Verkehr
Hechthausen hat einen Bahnhof an der Niederelbebahn Hamburg–Cuxhaven (eröffnet am 11. November 1881). Nachdem zwischenzeitlich (Dezember 2007 bis Dezember 2018) der Personenverkehr durch die metronom Eisenbahngesellschaft mit damals neuem Wagenmaterial bedient wurde, ist seither wieder die Deutsche Bahn mit ihrem Tochterunternehmen, der Verkehrsgesellschaft Start Unterelbe, auf dieser Strecke mit demselben, überarbeiteten Fahrzeugmaterial unterwegs.
Die Eisenbahnstrecke kreuzt südöstlich von Hechthausen zwei andere Verkehrswege. Es handelt sich um die in Parallellage trassierte Bundesstraße 73 und die schiffbare Oste. Die ansonsten zweigleisige Strecke ist in diesem Bereich seit Ende des Zweiten Weltkrieges nach Sprengung der Ostebrücke nur noch eingleisig ausgebaut. Die heutige Eisenbahnbrücke Hechthausen wurde durch englische Pioniere erbaut. Sie ist damit eine der letzten noch in Betrieb befindlichen Behelfsbrücken der Deutschen Bahn. 
Die Deutsche Fährstraße, die Niedersächsische Milchstraße, die Deutsche Krimi-Straße und die Niedersächsische Mühlenstraße führen durch Hechthausen oder befinden sich in unmittelbarer Nähe.

### Sport
- Motorsport-Freunden Niederelbe veranstaltet im Waldstadion von Hechthausen jährlich das Motorrad-Sandbahnrennen
- Reit- und Fahrverein Hechthausen
- Schützenvereine: Bornberg von 1900, Centrum Hechthausen, Kleinwörden, Klint, Wisch
- Sportfischerverein Hecht
- Sportverein Bornberg
- TURA Hechthausen

### Vereine
- Hechthausen: Bürgerbus Lamstedt-Hechthausen, Heimatverein Hechthausen, Kulturkreis Hechthausen, DRK Hechthausen, Hechthausen Oste-Musikanten, Unternehmervereinigung Hechthausen
- Ortsteile: Dorfgemeinschaft Laumühlen

## Persönlichkeiten

### Söhne und Töchter der Gemeinde
- Levin von Marschalck (um 1585–1629), erzstiftisch-bremischer Landdrost und Kanzler der Deutschen Kanzlei von König Christian IV. von Dänemark und Norwegen
- Balthasar von Marschalck (1625–1685), erzstiftisch-bremischer Domherr und Hofmarschall König Karls X Gustav von Schweden
- August Cammann (1814–1882), Jurist und Politiker
- Ute Wedemeier (* 1948), Politikerin (SPD), in Kleinwörden geboren

### Personen, die mit der Gemeinde in Verbindung stehen
- Engelbert Johann von Marschalck (1766–1845), Landdrost der Landdrostei Stade und Gutsherr zu Ritterhude, starb in Laumühlen
- Heinrich Rüther (1866–1954), lutherischer Geistlicher und Heimatforscher, wohnte und starb in Hechthausen
- Karl Manzke (1928–2008), lutherischer Theologe, Landessuperintendent für den Sprengel Stade der Evangelisch-lutherischen Landeskirche Hannovers (1977–1992), Pastor in Hechthausen (1957–1962)
- Wilhelm Lenz (1939–2020), Historiker und Archivar deutschbaltischer Herkunft, absolvierte seine Schulbildung in Hechthausen

## Sagen und Legenden
- Die Hechthäuser Kirche
- Die Nachtmahr
- Der Hund bei Bornberg
- Der Hexenspuk auf dem Geesthof
- Die weiße Frau in Laumühlen
- Der fliegende Hecht „Jonni Hecht“[17][18]
- Die Geschichte von dem englischen Golde bei der Fähre von Hechthausen